# Paul Zulehner
Paul Michael Zulehner (* 20. prosince 1939, Vídeň) je rakouský katolický kněz a pastorální teolog.

## Životopis
Studoval teologii a filosofii v Innsbrucku, ve Vídni, v Kostnici u Thomase Luckmanna a v Mnichově u Karla Rahnera. Na kněze byl vysvěcen v roce 1964, poté byl kaplanem v rakouském Altmannsdorfu. V roce 1984 byl jmenován profesorem pastorální teologie na vídeňské univerzitě. V letech 1985–2000 byl teologickým poradcem Rady evropských biskupských konferencí.
Mezi lety 2000 až 2007 byl děkanem teologické fakulty vídeňské univerzity, o rok později jako emeritní profesor odešel z univerzity.
Je členem Rakouské i Evropské akademie věd.

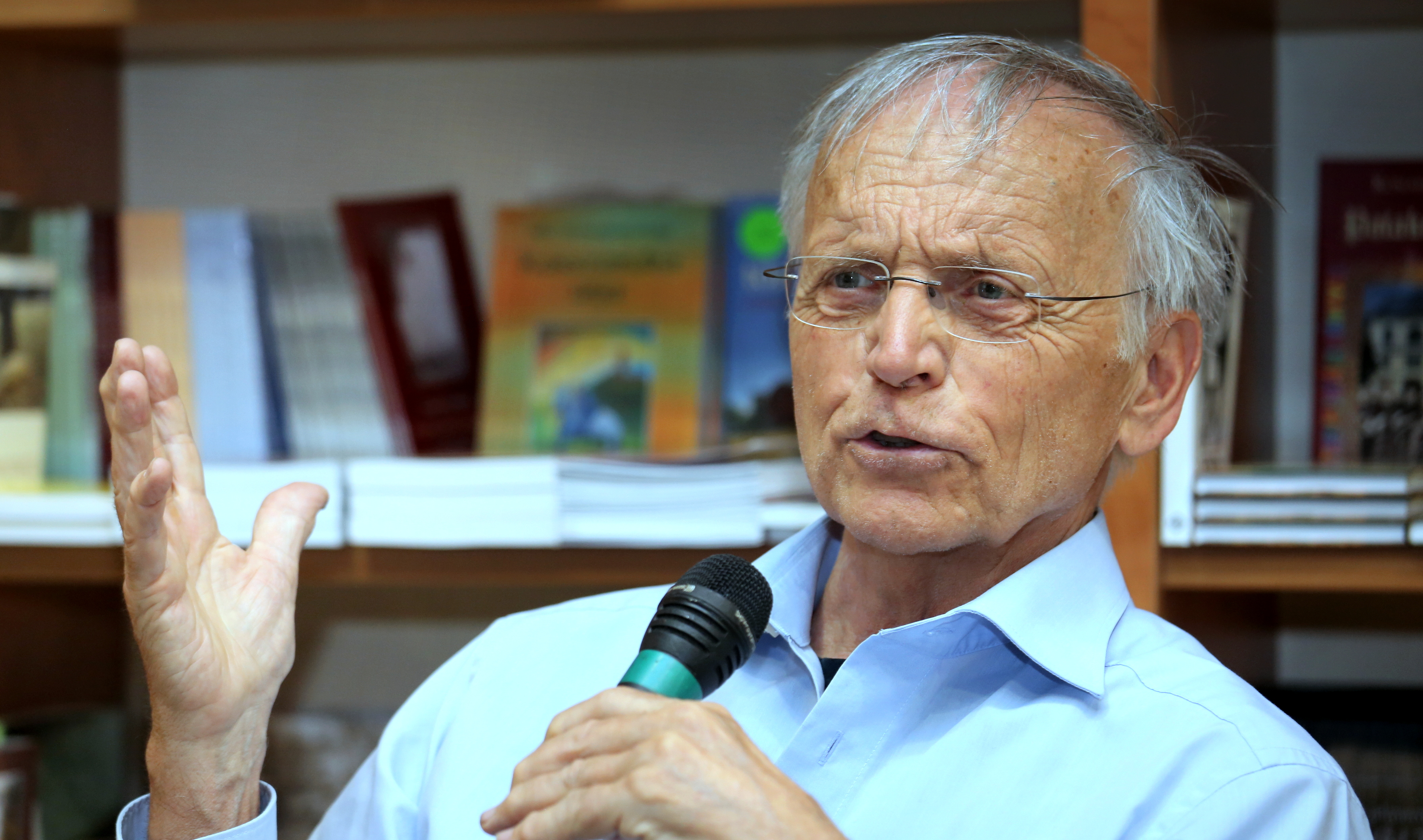
Paul Zulehner, 2017

## Dílo
výběr
- Helft den Menschen leben, Passau 1976
- Scheidung – was dann…?, 1981
- Religion im Leben der Österreicher, 1981
- Das Gottesgerücht, 1986
- Wider die Resignation in der Kirche, Wien 1989, ISBN 3-210-24953-9
- Ein Obdach der Seele, 1994
- Kirchen-Ent-Täuschungen, 1997
- Ein Kind in ihrer Mitte, 1999
- Wege zu einer solidarischen Politik, 1999, ISBN 3-7022-2224-3
- s Andreasem Müllerem OFM a Arno Tauschem: Global Capitalism, Liberation Theology and the Social Sciences, New York 1999
- s Annou Hennersperger: Sie gehen und werden nicht matt. Priester in heutiger Kultur. Ergebnisse der Studie Priester 2000, Ostfildern 2001, ISBN 3-79661026-9.
- Kirche umbauen – nicht totsparen, Ostfildern 2004, ISBN 3-7966-1173-7
- als Herausgeber: MannsBilder. Ein Jahrzehnt Männerentwicklung, Ostfildern 2004, ISBN 3-7966-1134-6
- Ortsuche – Umfrage unter Pastoralreferentinnen und Pastoralreferenten im deutschsprachigen Raum, Ostfildern 2006, ISBN 3-7966-1310-1
- s Annou Hennersperger: Damit die Kirche nicht rat-los wird. Pfarrgemeinderäte für zukunftsfähige Gemeinden, Ostfildern 2010, ISBN 978-3-7966-1504-7